# Legendy Kung Fu
Legendy Kung Fu (ang. Kung Fu: The Legend Continues, 1993–1997) – kanadyjsko-amerykański serial przygodowy stworzony przez Eda Spielmana. Spin-off serialu Kung Fu z lat 1972-1975 roku. W serialu występują David Carradine w roli Kwai Chang Caine'a, szaolińskiego mnicha oraz Chris Potter w roli Petera Caine'a, policyjnego detektywa.
Jego światowa premiera odbyła się 27 stycznia 1993 roku na kanale PTEN. Ostatni odcinek został wyemitowany 1 stycznia 1997 roku. Serial był emitowany w ponad 70 krajach na całym świecie. W Polsce serial nadawany był dawniej w telewizji Polsat, TVN oraz TVN 7.

## Opis fabuły
Serial opisuje historię owdowiałego Kwai Chang Caine'a (David Carradine), który wychowuje syna Petera (Chris Potter) w założonym przez siebie klasztorze Shaolin.

## Obsada
- David Carradine jako Kwai Chang Caine
- Chris Potter jako Peter Caine
- Kim Chan jako Lo Si / Ping Hai
- Robert Lansing jako kapitan Paul Blaisdell
- Kate Trotter jako kapitan Karen Simms
- William Dunlop jako szef Frank Strenlich
- Scott Wentworth jako detektyw Kermit Griffin
- David Hewlett jako doktor Nicholas J. "Nicky" Elder
- Robert Nicholson jako Blake
- Robert King jako Marvin Katz
- John Bourgeois jako John Broderick

i inni